# Свайриенг (город)
Свайриенг (кхмер. ស្វាយរៀង) — город в юго-восточной части Камбоджи. Административный центр провинции Свайриенг.

## География
Абсолютная высота — 5 метров над уровнем моря. Расположен в 122 км к юго-востоку от столицы страны, города Пномпень, недалеко от границы с Вьетнамом.

## Население
По данным на 2013 год численность населения составляет 16 835 человек.
Динамика численности населения города по годам:
| 2008   | 2013   |
| ------ | ------ |
| 17 029 | 16 835 |

## Транспорт
Через город проходит национальное шоссе № 1, соединяющее Пномпень с вьетнамской границей.